# Cevdet Sunay
Cevdet Sunay (1899. – 22. svibnja 1982.), turski vojni časnik, politički vođa, i 5. predsjednik Turske.

## Životopis
Rodio se u mjestu Trabzon. Nakon završene osnovne škole, krenuo je u srednju vojnu školu.
Kad je izbio Prvi svjetski rat, on se uključio u borbu, te je postao i ratni zarobljenik Britanaca.
Kasnije je oslobođen, pa se borio na južnom i zapadnom bojištu, tijekom Turskog rata za nezavisnost.
Nakon kraja rata, završio je vojno obrazovanje. Brzo se uspinjao u vojnoj hijerarhiji, te je postao 1959. godine general pukovnik. Kad je 1960. izvršen puč, Cemal Gürsel imenovao ga je u Senat, a kasnije je bio i načelnik stožera oružanih snaga.
Kad je Gürselu mandat završio zbog teške bolesti, Velika turska narodna skupština izabire ga za predsjednika, te je prisegnuo 28. ožujka 1966. Odslužio je sedmogodišnji mandat kako je nalagao Ustav. Kasnije je postao doživotni senator.
Bio je oženjen s Atifet i imao je troje djece.
Umro je u Istanbulu, ali je u kolovozu 1988. premješten na Tursko državno groblje u Ankari.